# Eizō Sakuhinshū Vol. 6
Eizō Sakuhinshū Vol. 6: ~Tour 2009: World World World~ (映像作品集6巻 ~Tour 2009 ワールド ワールド ワールド~)  je šesti videoalbum japanskog rock sastava Asian Kung-Fu Generation, objavljen 7. listopada 2009. pod izdavačkom kućom Ki/oon Records. Uključuje snimke s njihove "World World World" turneje iz 2009., te je njihov prvi album koji je osim na DVD-u objavljen i na Blu-ray disku. Ukupno 32 pjesme raspodijeljene su na dva diska.

## Popis pjesama

### Prvi disk
1. "No Name" (ノーネーム)
2. "Mustang" (ムスタング)
3. "Neoteny" (ネオテニー)
4. "Night Diving" (ナイトダイビング)
5. "Mugen Glider" (無限グライダー)
6. "Shinkokyuu" (深呼吸)
7. "Re:Re:"
8. "Understand" (アンダースタンド)
9. "Yoru no Mukou" (夜の向こう)
10. "Kimi to Iu Hana" (君という花)
11. "World World" (ワールド ワールド)
12. "Mayonaka to Mahiru no Yume" (真夜中と真昼の夢)
13. "Kaigan Doori" (海岸通り)
14. "Yuugure no Aka" (夕暮れの紅)
15. "Eien ni" (永遠に)
16. "Tightrope" (タイトロープ)

### Drugi disk
1. "Fujisawa Loser" (藤沢ルーザー)
2. "Kugenuma Surf" (鵠沼サーフ)
3. "Enoshima Esker" (江ノ島エスカー)
4. "Koshigoe Cry Baby" (腰越クライベイビー)
5. "Shichirigahama Skywalk" (七里ヶ浜スカイウォーク)
6. "Inamuragasaki Jane" (稲村ヶ崎ジェーン)
7. "Gokurakuji Heartbreak" (極楽寺ハートブレイク)
8. "Hase Sanzu" (長谷サンズ)
9. "Yuigahama Kite" (由比ヶ浜カイト)
10. "Kamakura Goodbye" (鎌倉グッドバイ)
11. "Kimi no Machi Made" (君の街まで)
12. "N.G.S"
13. "Rewrite" (リライト)
14. "Rashinban" (羅針盤)
15. "World World World" (ワールド ワールド ワールド)
16. "Atarashī Sekai" (新しい世界)